# Вале-даш-Фонтеш
Вале-даш-Фонтеш (порт. Vale das Fontes)  —  район (фрегезия) в Португалии,  входит в округ Браганса. Является составной частью муниципалитета  Виньяйш. По старому административному делению входил в провинцию Траз-уж-Монтиш и Алту-Дору. Входит в экономико-статистический  субрегион Алту-Траз-уш-Монтеш, который входит в Северный регион. Население составляет 430 человек на 2001 год. Занимает площадь 16,65 км².

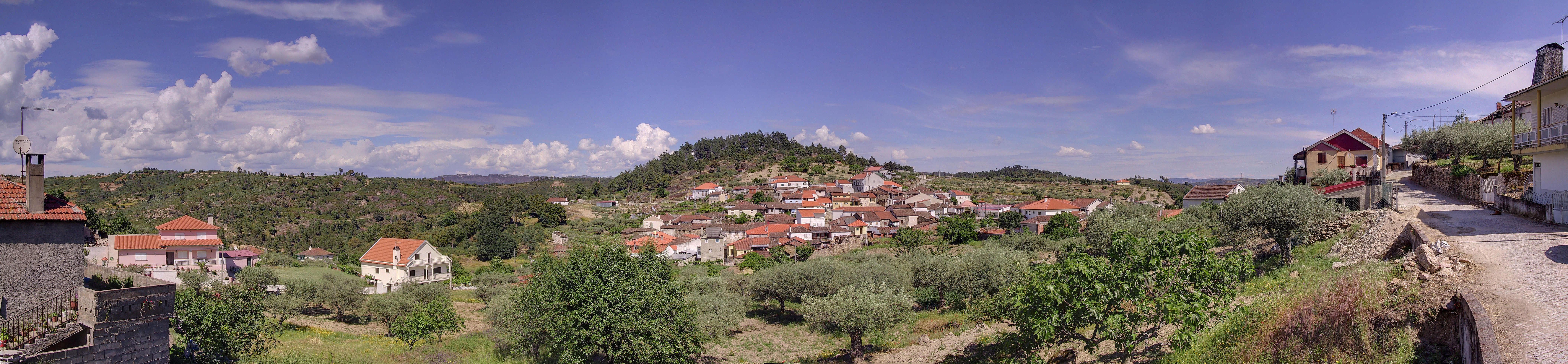
Panorama Vale das Fontes
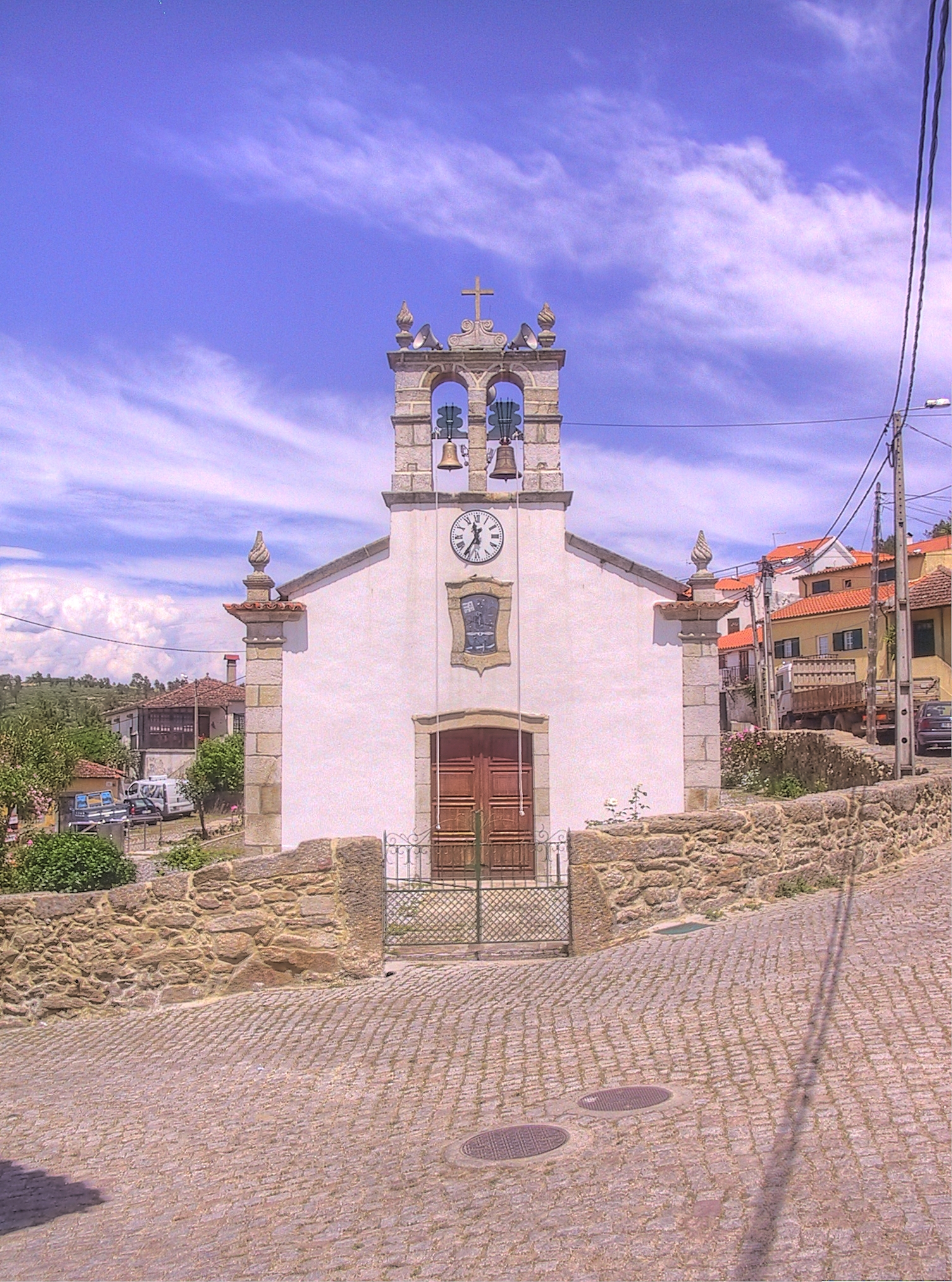
Igreja Matriz de Vale das Fontes